# Zdenek Hůla

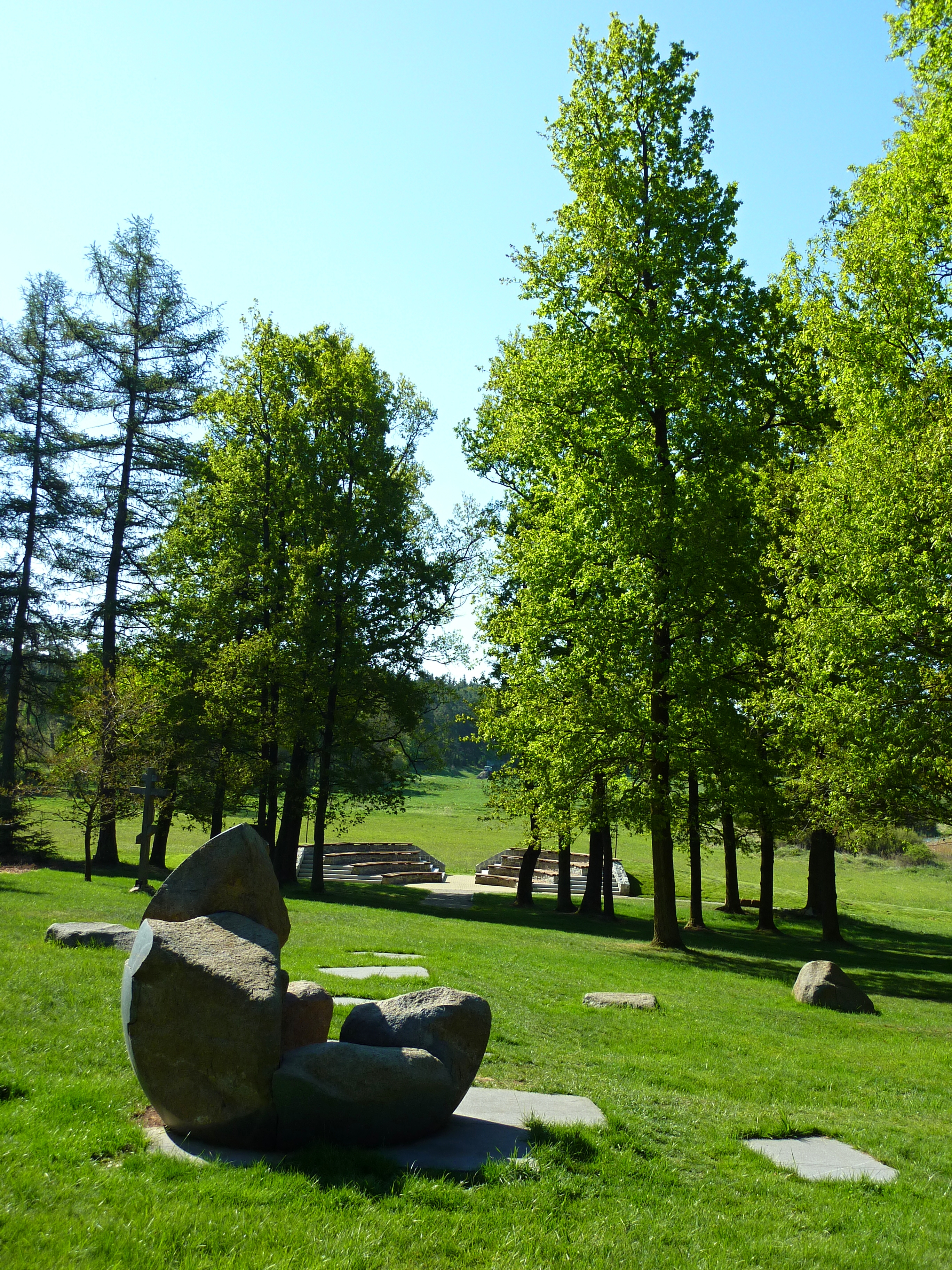
Památník internačního tábora v Letech

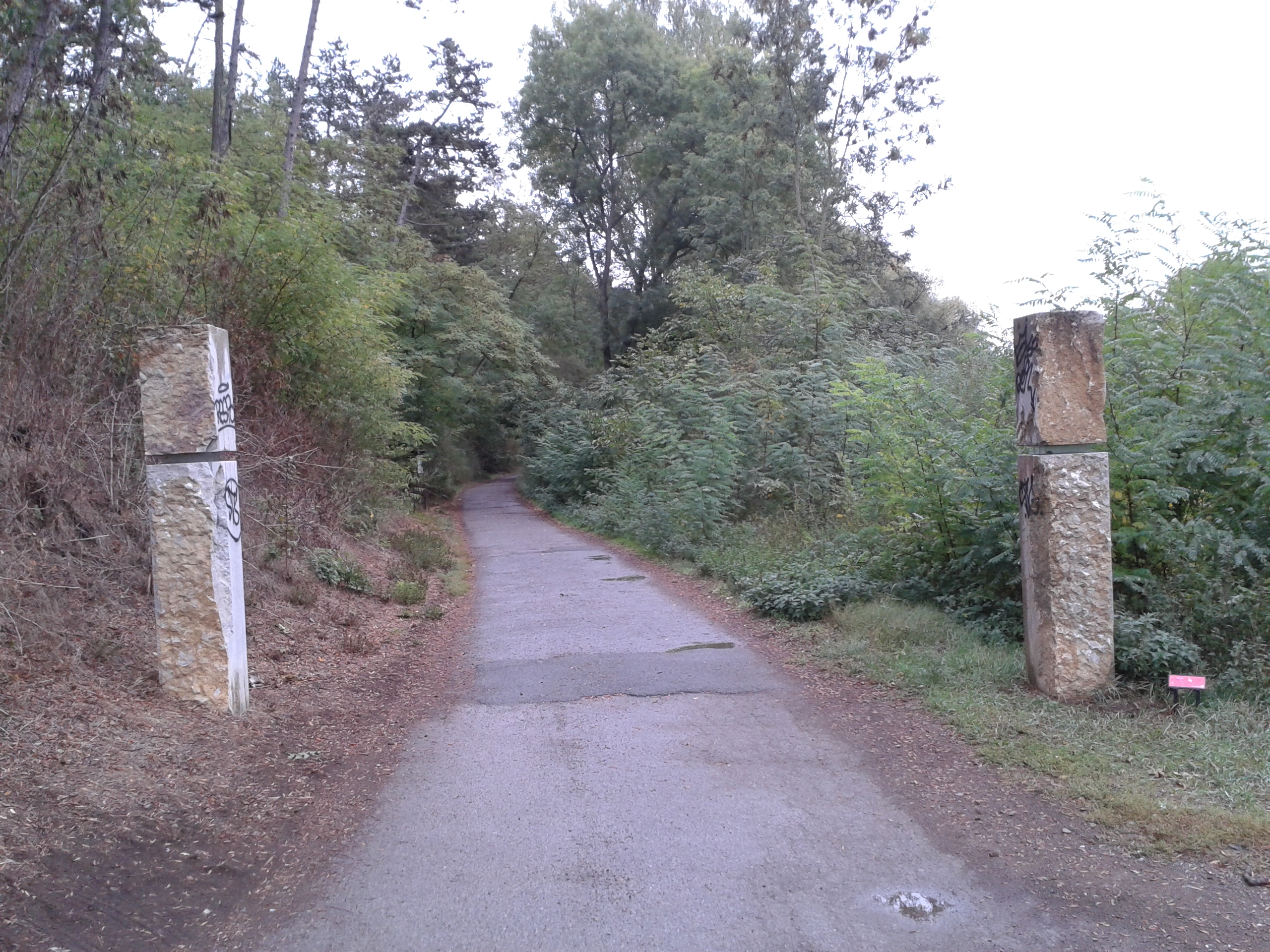
„Brána“, na konci Mládkovy ulice, Praha Řeporyje, na vstupu do Dalejského údolí. Kombinace: Kámen - sklo - kámen

Zdenek Hůla (* 25. února 1948 Praha) je český malíř a sochař, keramik, kurátor a pedagog.

## Život
Zdenek Hůla maturoval v roce 1966 na SVVŠ v Českém Brodě. V letech 1966 až 1972 studoval na AVU v Praze v ateliéru prof. Karla Součka. V letech 1974–1975 pracoval jako noční hlídač v Národní galerii v Praze, mezi lety 1975 až 1976 krátce působil jako glazér v keramické dílně Obnova památek a v letech 1979–1980 byl opět nočním hlídačem v Národní galerii. Roku 1983 s bratrem Jiřím Hůlou a Josefem Volvovičem založil soukromou nezávislou Galerii H na náměstí v Kostelci nad Černými lesy, která se stala významným centrem alternativní výtvarné kultury a archivem českého a slovenského výtvarného umění.
Mezi jeho nejvýznamnější realizace patří socha Pramen před budovou Národního technického muzea v Praze z roku 1974, dřevěný strop zvonice kostela Sv. Jana Křtitele v Kostelci nad Černými lesy z roku 1992 nebo památník internačního tábora v Letech u Písku na místě táborového pohřebiště z roku 1995.
Zdenek Hůla vyučuje kresbu a malbu na Katedře výtvarné výchovy Pedagogické fakulty Univerzity Karlovy v Praze. V roce 2002 byl habilitován docentem v oboru sochařství na Vysoké škole uměleckoprůmyslové v Praze.
V roce 2020 vydal knihu Zlomek dnů, která obsahuje jeho básnické prvotiny.

## Zastoupení ve sbírkách
- Národní galerie Praha
- Ministerstvo kultury České republiky
- Moravská galerie v Brně
- Galerie moderního umění v Hradci Králové
- Galerie umění Karlovy Vary
- Muzeum umění Olomouc
- Oblastní galerie Vysočiny v Jihlavě
- Galerie výtvarného umění v Chebu
- Kopernikovo muzeum, Frombork

## Samostatné výstavy
- 1975 Zdenek Hůla: Obrazy a keramika, Muzeum hrnčířství, Kostelec nad Černými lesy
- 1976 Zdenek Hůla: Keramika, Galerie mladých, Mánes, Praha
- 1978 Zdenek Hůla: Grafika, Muzeum hrnčířství, Kostelec nad Černými lesy
- 1980 Zdenek Hůla: Pokus o jeden rok, Divadlo v Nerudovce, Praha
- 1982 Zdenek Hůla: Obrazy a keramika, Výstavní síň v Pražské ulici v Příbrami, Příbram
- 1983 Zdenek Hůla: Obrazy a kresby, Ústav makromolekulární chemie (ÚMCH), výstavní síň, Praha
- 1986 Větrný den, Draci a obrazy, Galerie H, Kostelec nad Černými lesy
- 1987 Zdenek Hůla: Kresby, Divadlo hudby OKS, Olomouc
- 1988 Zdenek Hůla: Kresby a papíry, Artotéka, Obvodní knihovna v Praze 4, Praha
- 1992 Zdenek Hůla: Hvězdy, Divadlo Labyrint, foyer, Praha
- 1992 Zdenek Hůla, Městská galerie a muzeum kostelecké keramiky, Kostelec nad Černými lesy
- 1992 Zdenek Hůla: Sochy, obrazy, instalace, kresby, Kostel sv. Jana Křtitele, Kostelec nad Černými lesy
- 1992 Zdenek Hůla: Sochy, obrazy, kresby, instalace, Galerie H, Kostelec nad Černými lesy
- 1993 Zdenek Hůla: Kresby, Galerie na schodech, Český Brod
- 1994 Zdenek Hůla: Obrazy, Galerie R, Praha
- 1994 Zdenek Hůla, Galerie Nová síň, Praha
- 1995 Zdenek Hůla: Sochy a obrazy, Milevské muzeum, Milevsko
- 1996 Zdenek Hůla: Linie, Galerie Budvar, České Budějovice
- 1996/1997 Zdenek Hůla: Zátiší s ovocem. Sochy a obrazy, Národní technické muzeum, Praha
- 1997 Zdenek Hůla: Zátiší s mrakem, Galerie Gravitace, Litomyšl (Svitavy)
- 1997 Zdenek Hůla: Zátiší s ovocem. Sochy a obrazy, Dům umění města Brna
- 1997 Zdenek Hůla: Sochy - objekty, Galerie Jiřího Jílka, Šumperk
- 1997 Zdenek Hůla: Sochy a obrazy: Zátiší s ovocem, Slovácké muzeum, Uherské Hradiště
- 1997 Zdenek Hůla: Dva / Two, Galerie Pecka, Praha
- 1998 Zdenek Hůla: Nebe Země, Obecní galerie Beseda, Praha
- 2000 Zdenek Hůla: Obrazy, Městské muzeum a galerie, Hořice
- 2001 Zdenek Hůla: Kresby, Galerie knihkupectví Paseka, Praha
- 2002 Zdenek Hůla 1968 – 1972, Galerie H Lázeňská 1112, Kostelec nad Černými lesy
- 2002 Zdenek Hůla: Forbesy 1972 – 1980, Galerie H Lázeňská 1112, Kostelec nad Černými lesy
- 2002 Zdenek Hůla: Ulice, krajiny 1978 – 1983, Galerie H Lázeňská 1112, Kostelec nad Černými lesy
- 2002 Zdenek Hůla: Moje práce 1983 – 1989, Galerie H Lázeňská 1112, Kostelec nad Černými lesy
- 2002 Zdenek Hůla: Obrazy, Galerie Kruh, Kostelec nad Černými lesy
- 2002 Zdenek Hůla: Práce z let 1968 - 1972, Galerie Peron, Praha
- 2003 Zdenek Hůla: Grafika a malba, Galerie 9, Mnichovice
- 2003 Zdenek Hůla: Sochy, Galerie 9, Mnichovice
- 2003 Zdenek Hůla: Kameny a hvězdy 2003, Hvězdárna, Ondřejov
- 2007 Zdenek Hůla: Obrazy a sochy, Galerie Dion, Praha
- 2008 Zdenek Hůla: Pozdní sběr, Galerie Millennium, Praha
- 2009 Zdenek Hůla: Elementy, Galerie Peron, Praha
- 2009 Zdenek Hůla: Realizace, sochy a obrazy, Galerie FONS firmy STAPRO s.r.o., Pardubice
- 2010 Zdenek Hůla 1963 – 2009, Gymnázium, Český Brod
- 2010 Zdenek Hůla: Poutník, Galerie Zlatá husa, Praha
- 2011 Zdenek Hůla: Sedmdesátá léta, Ateliér GH (Guttenberg Hůla), Kostelec nad Černými lesy
- 2012 Zdenek Hůla: Gesto, Muzeum hrnčířství, Kostelec nad Černými lesy
- 2012 Zdenek Hůla: Práce na papíře a s papírem, Ateliér GH (Guttenberg Hůla), Kostelec nad Černými lesy
- 2013 Zdenek Hůla: Já, Ateliér GH (Guttenberg Hůla), Kostelec nad Černými lesy
- 2013 Zdenek Hůla: Obrazy a tisky, Divadlo D21, Praha
- 2015 Zdenek Hůla: Na hromadě, Ateliér GH (Guttenberg Hůla), Kostelec nad Černými lesy
- 2018 Zdenek Hůla, Topičův salon (2007–), Praha